# Садове товариство
Садове́ товари́ство — форма об'єднання для спільного ведення садового, присадибного типу, господарства, рекреації тощо. Ведуться на землях, непридатних (непристосовних) для інтенсивного сільського господарства (кручі, лісозруби). Правовою формою виступає виділена під садове товариство, колективна форма власності; земельні наділи, зазвичай, обмежені (6 соток).
Максимальний розмір ділянки, згідно з законом, у Німеччині, не повинен перевищувати 4 сотки, а дачний будиночок повинен займати за площею не більше 24 м2. Вірніше, площа саду вимірюється не сотками, а квадратними метрами. Лише 6 % решті площі ділянки дозволено мостити тротуарною плиткою, каменями або іншими матеріалами.

## Історія
У Лейпцигу садове товариство з'явилося в другій половині XIX століття і спочатку мало на меті виховні функції. Заснував його педагог Ернст Гаусшильд (він же директор школи), котрий взяв в оренду землю, посадив на ній багато квітів і доручив учням доглядати за посівами. З часом до дітей приєдналися батьки, а кількість подібних ділянок росла і множилася. Пізніше утворився кооператив зі своїм статутом, а на садових ділянках з'явилися маленькі будиночки. Засновник назвав кооператив ім'ям свого покійного колеги Моріца Шребера.
«Deutsche Kleingärtnermuseum», музей малого садівництва — заснований на основі цього, першого, кооперативу. Тут же представлені дачні будиночки різних років, також можна простежити «еволюцію» садових гномів.